# Getreideheber

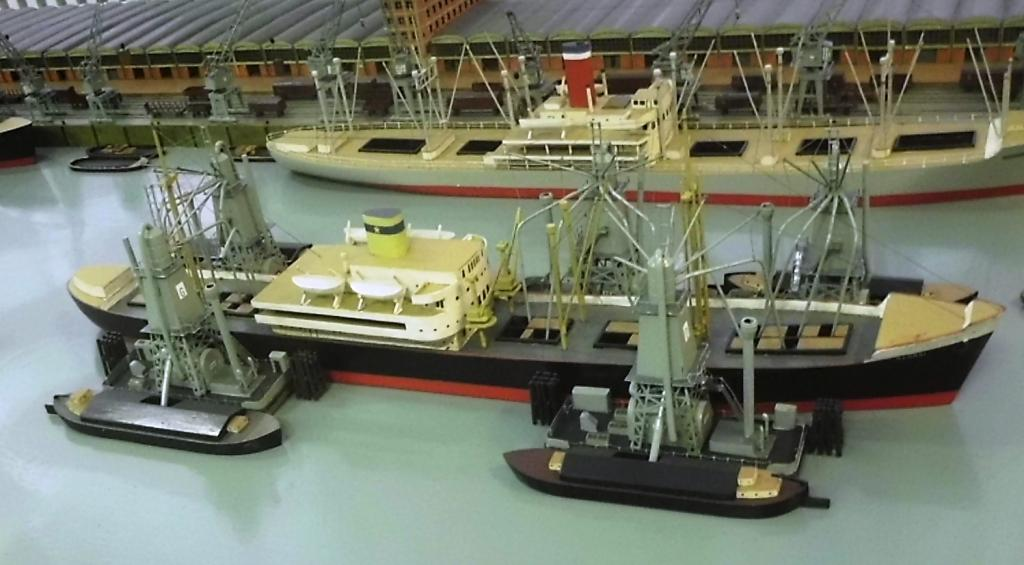
Fünf Getreideheber löschen einen Frachter (Modell)

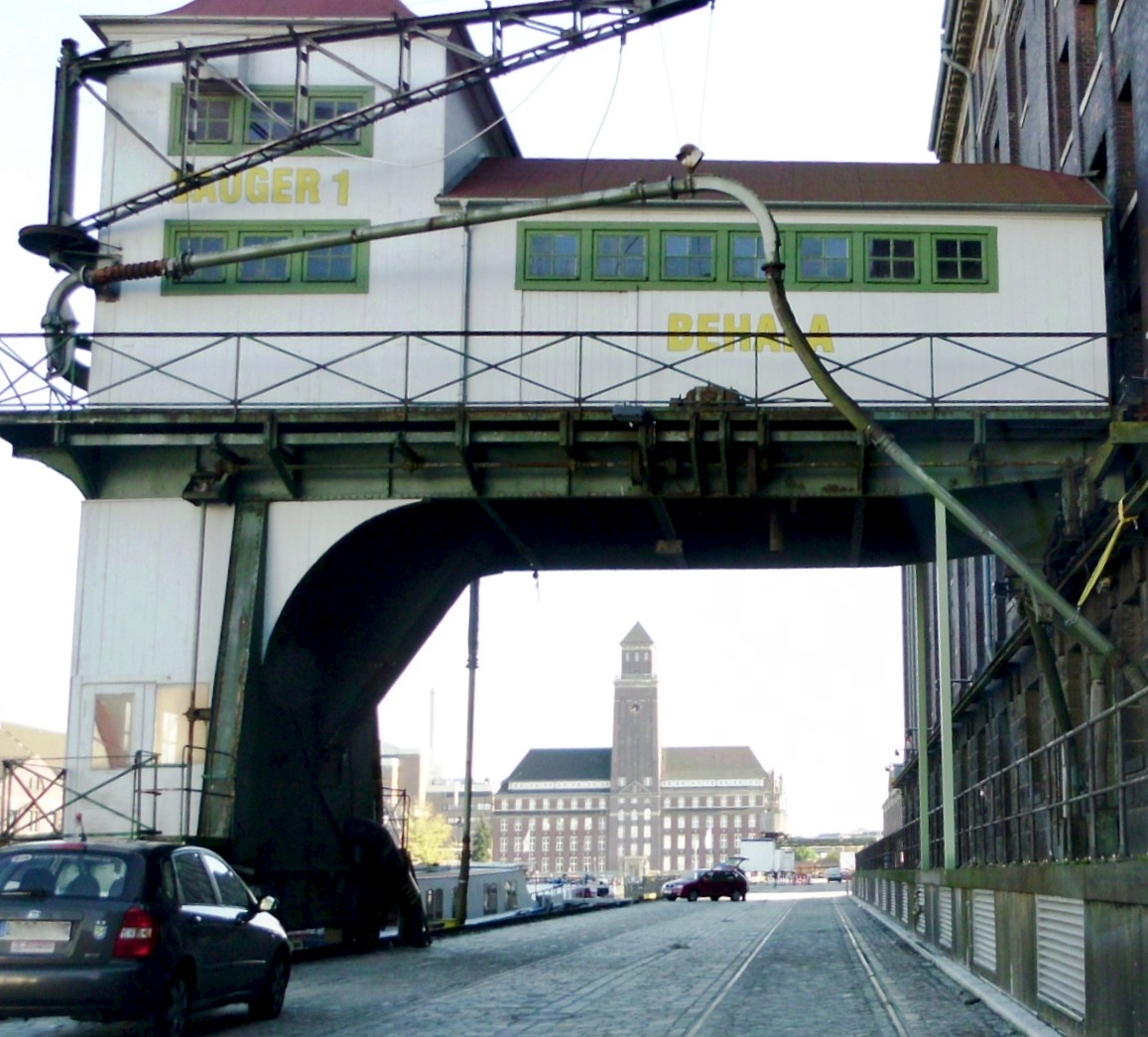
Landseitiger Getreideheber im Berliner Westhafen

Getreideheber (auch pneumatische Elevatoren) dienen in Häfen oder Bahnhöfen als Umschlagseinrichtung zum Be- und Entladen von Frachtschiffen oder Güterzügen mit Getreide. Diese fördern Getreide und andere Schüttgüter pneumatisch. 
1893 wurde in England die erste Schiffsentladung für Getreide mittels Saugpneumatik mit einer Stundenleistung von 100 t vorgenommen.
Es gibt schwimmende Getreideheber, die das Fördergut direkt an Bord eines Binnenschiffes oder einer Schute fördern und an Land installierte Getreideheber, die das Fördergut in ein Silo fördern. Die Förderleistungen betrugen 150 bis 250 Tonnen pro Stunde. Neben Getreide wurden mit Getreidehebern auch andere geeignete Ladungen wie Leinsaat, Sojabohnen, Sonnenblumensaat, Erdnüsse, Kopra, Ölnüsse und Johannisbrot gelöscht. 1956 gab es in Hamburg etwa 15 dieser schwimmenden Umschlagseinrichtungen.
Stationäre Getreideheber an Bahnstrecken und Häfen finden sich noch heute häufig in Norddeutschland sowie in der nordamerikanischen Prärie.